# Castello di Castelnuovo Fogliani

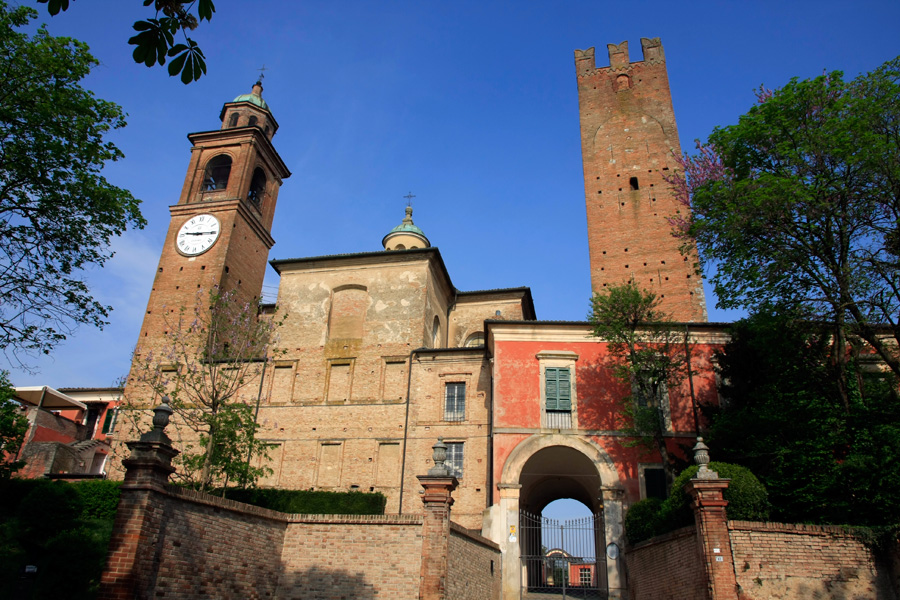
Castelnuovo Fogliani

Das Castello di Castelnuovo Fogliani, das bis 1490 Castelnuovo dei Terzi genannt wurde, war eine imposante, mittelalterliche Niederungsburg in Castelnuovo Fogliani, einem Ortsteil der Gemeinde Alseno in der italienischen Region Emilia-Romagna.
Im 17. Jahrhundert wurde sie in Form eines Adelspalastes nach Plänen des Architekten Luigi Vanvitelli vollständig neu aufgebaut, sodass von dem mächtigen, mittelalterlichen Gebäude nur noch der hoch aufragenden Turm übrigblieb, den der Condottiere der Viscontis, Niccolò de’ Terzi der Ältere 1377 hatte erbauen lassen. Zuccagni-Orlandini schrieb:

“(…) si eleva quasi isolato in riva all’Ongina, portava nel secolo XII il nome di M. Bello o di Belmonte, per l’amenissime prospettive che si godono in quell’alture. I Pelavicino vi costruirono alcuni fabbricati, e li munirono di bastioni e fortilizj. Restarono questi danneggiati dal furore delle fazioni, ma Niccolò Terzi, succeduto nel possesso del feudo, fece ricostruire nel 1377 l’elevata torre, e cosi venne a cambiarsi il nome di Belmonte in Castelnuovo: questo fortilizio resta tuttora in piedi, nel lato di una vasta piazza.”

„(…) erhebt sich fast isoliert an den Ufern des Flusses, trug im 12. Jahrhundert den Namen ‚M. Bello‘ oder ‚Belmonte‘, wegen der sehr reizvollen Ausblicke, die man von diesen Höhen genießt. Die Pallavicini ließen dort einige Gebäude errichten und sie statteten sie mit Bastionen und Befestigungen aus. Diese wurden durch die kriegerischen Handlungen der einzelnen Faktionen beschädigt, aber Niccolò Terzi, der Nachfolger im Besitz des Lehens, ließ 1377 den hohen Turm wieder aufbauen und erwarb sich so den Namen „Belmonte“ in Castelnuovo: Diese Festung besteht noch, am Rande eines weiten Platzes.“

## Geschichte
Die alte Burg, die im 12. Jahrhundert errichtet wurde, war Wohnstatt und strategische Basis mächtiger Familien aus der Umgebung von Parma und der Poebene, wie den „Da Correggios“, den Pallavicini und später den Terzi. 1364 kaufte Niccolò de’ Terzi der Ältere die Gerichtsbarkeiten von Castelnuovo und Casale Albino von Gherardo Visconti aus Piacenza und bekam diese Gebiete 1386 vom Herzog von Mailand, Gian Galeazzo Visconti, verlehnt. Im folgenden Jahr, 1387, bestätigte der Kaiser des Heiligen Römischen Reiches, Wenzel, mit eigenem, in Nürnberg unterzeichneten, Diplom die Verlehnung dieser Gebiete, sowie verschiedener kleiner Gebiete in der Provinz Parma an Niccolò de’ Terzi den Älteren und an dessen Nachkommen: Die Söhne Ottobuono de’ Terzi und seinen Bruder Giacomo und dann an seinen Enkel Niccolò de’ Terzi den Krieger, dem es im Konflikt wechselnder Ereignisse gelang, diese bis 1449 in Besitz zu behalten. Die Burg, die zur Stammburg des Adelsgeschlechts geworden war, erhielt so den Namen „Castelnuovo dei Terzi“.
Als Niccolò de’ Terzi der Krieger 1449 von Francesco I. Sforza, dem neuen Herrn von Mailand, besiegt und ins Exil am Hofe der Gonzaga in Mantua gezwungen wurde, fiel die Burg für kurze Zeit an die Terzi von Sissa.
Später wurde sie an die Dalla Porta verlehnt, dann an die Visconti aus Piacenza. 1466 investierte der Herzog Galeazzo Maria Sforza, der Sohn von Francesco I., seinen Halbbruder Tristano Sforza in das Ehrenlehen Terra Castrinovi.
Nachdem Tristano Sforza 1472 verstorben war, wurde das Lehen an Lodovico Fogliani aus Reggio vergeben, der in zweiter Ehe die Mutter des Herzogs Francesco I. Sforza, Lucia Terzani geheiratet hatte.
1479 wurde der Sohn von Lodovico, Corrado Sforza Fogliani, Familienoberhaupt des bekannten Hauses aus Piacenza der Markgrafen Sforza Fogliani d’Aragona, mit dem Lehen Castelnuovo belehnt, das von da an drei Jahrhunderte lang zu den Besitzungen des Hauses gehörte; so erhielten die Burg und die Siedlung ihren heutigen Namen „Castelnuovo Fogliani“.
Um das 17. Jahrhundert erlebte die Burg ihre Glanzzeit, vor allen Dingen dank der architektonischen Neugestaltung durch Luigi Vanvitelli auf Geheiß des Herzogs Giovanni Fogliani. 1769 vererbte dieser all seine Besitzungen seinem Enkel Federico Meli Lupi di Soragna mit der Auflage, das Haus Fogliani zu übernehmen.
Der letzte männliche Nachkomme dieser Familie war Federico, der seine Tochter Clelia Sforza Fogliani d’Aragona, Gattin und bald Witwe des Markgrafen Pallavicini aus Parma, zur Universalerbin einsetzte. Die Herzogin, die keine Nachkommen hatte, vermachte 1925, kurz vor ihrem Tod, die Palastburg Castelnuovo der katholischen Kirche. Papst Pius XI. entschied, daraus eine Universität für Geistliche zu machen, die ihre Studien perfektionieren wollten. Pater Agostino Gemelli, der für das Institut verantwortlich war, der Gründer und Rektor der Katholischen Universität vom Heiligen Herzen in Mailand, übernahm den Aufbau der Hochschule und schon 1926 konnte das erste akademische Jahr eröffnet werden.